# Epacrocatantops curvicercus
Epacrocatantops curvicercus är en insektsart som först beskrevs av Miller, N.C.E. 1929.  Epacrocatantops curvicercus ingår i släktet Epacrocatantops och familjen gräshoppor. Inga underarter finns listade i Catalogue of Life.